# Hallenhockey-Europameisterschaft der Damen 2018
Die Hallenhockey-Europameisterschaft der Damen 2018 war die 19. Auflage der Hallenhockey-EM der Damen. Sie fand vom 19. bis 21. Januar in Prag statt, acht Mannschaften nahmen daran teil. Sieger wurde die deutsche Nationalmannschaft, die im Endspiel den Vorjahressieger, die Vertretung der Niederlande im Penaltyschießen mit 2:1 bezwingen konnte; nach Ende der regulären Spielzeit hatte es 1:1 gestanden. 

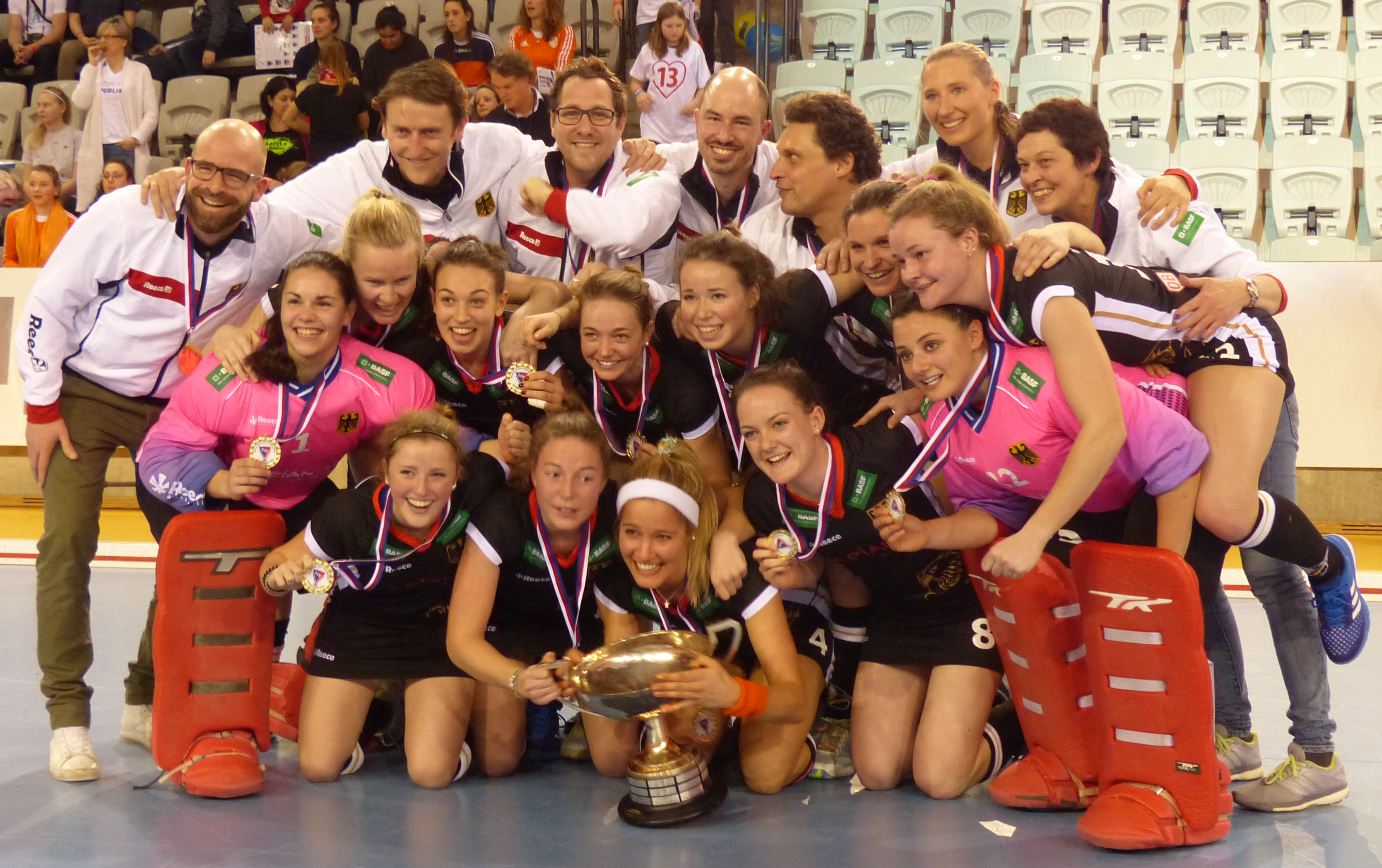
Siegerfoto Hallenhockey-Europameisterschaft der Damen 2018 in Prag

## Vorrunde

### Gruppe A
| Team 1      | Team 2      | Ergebnis  | Spielbericht |
| ----------- | ----------- | --------- | ------------ |
| Polen       | Schweiz     | 1:2 (1:0) | Link         |
| Niederlande | Belarus     | 7:2 (4:0) | Link         |
| Belarus     | Schweiz     | 6:1 (2:0) | Link         |
| Polen       | Niederlande | 1:4 (0:3) | Link         |
| Niederlande | Schweiz     | 2:3 (1:1) | Link         |
| Belarus     | Polen       | 5:2 (2:0) | Link         |

Tabelle
|    | Land        | Spiele | S | U | N | Tore  | Diff. | Punkte |
| -- | ----------- | ------ | - | - | - | ----- | ----- | ------ |
| 1. | Niederlande | 3      | 2 | 0 | 1 | 13:6  | +7    | 6      |
| 2. | Belarus     | 3      | 2 | 0 | 1 | 13:10 | +3    | 6      |
| 3. | Schweiz     | 3      | 2 | 0 | 1 | 6:9   | −3    | 6      |
| 4. | Polen       | 3      | 0 | 0 | 3 | 4:11  | −7    | 0      |

### Gruppe B
| Team 1      | Team 2      | Ergebnis  | Spielbericht |
| ----------- | ----------- | --------- | ------------ |
| Deutschland | Ukraine     | 5:1 (3:0) | Link         |
| Tschechien  | Russland    | 3:4 (1:2) | Link         |
| Ukraine     | Russland    | 8:4 (3:1) | Link         |
| Tschechien  | Deutschland | 4:3 (1:1) | Link         |
| Deutschland | Russland    | 4:2 (2:0) | Link         |
| Ukraine     | Tschechien  | 1:2 (1:0) | Link         |

Tabelle
|    | Land        | Spiele | S | U | N | Tore  | Diff. | Punkte |
| -- | ----------- | ------ | - | - | - | ----- | ----- | ------ |
| 1. | Deutschland | 3      | 2 | 0 | 1 | 12:7  | +5    | 6      |
| 2. | Tschechien  | 3      | 2 | 0 | 1 | 9:8   | +1    | 6      |
| 3. | Ukraine     | 3      | 1 | 0 | 2 | 10:11 | −1    | 3      |
| 4. | Russland    | 3      | 1 | 0 | 2 | 10:15 | −5    | 3      |

## Abstiegsrunde
Die Mannschaften, die die Vorrunde als Dritte oder Vierte beendeten, wurden in eine Gruppe C eingeteilt. Sie nahmen das Ergebnis (Tore, Punkte) aus der Vorrunde mit, das sie gegen den ebenfalls eingeteilten Gegner erreichten. Die zwei Spiele bestritten sie gegen die anderen beiden Gruppenmitglieder.
Die letzten beiden stiegen in die „B-EM 2020“ ab.
Gruppe C
| Team 1  | Team 2   | Ergebnis  | Spielbericht |
| ------- | -------- | --------- | ------------ |
| Polen   | Russland | 1:4 (0:2) | Link         |
| Schweiz | Ukraine  | 2:2 (1:1) | Link         |
| Ukraine | Polen    | 3:1 (2:0) | Link         |
| Schweiz | Russland | 2:2 (1:0) | Link         |

|    | Land     | Spiele | S | U | N | Tore  | Diff. | Punkte |
| -- | -------- | ------ | - | - | - | ----- | ----- | ------ |
| 5. | Ukraine  | 3      | 2 | 1 | 0 | 13:7  | + 6   | 7      |
| 6. | Schweiz  | 3      | 1 | 2 | 0 | 6:5   | + 1   | 5      |
| 7. | Russland | 3      | 1 | 1 | 1 | 10:11 | - 1   | 4      |
| 8. | Polen    | 3      | 0 | 0 | 3 | 3:9   | - 6   | 0      |

## Finalspiele
Halbfinale
| Team 1      | Team 2     | Ergebnis  | Spielbericht |
| ----------- | ---------- | --------- | ------------ |
| Deutschland | Belarus    | 5:4 (3:2) | Link         |
| Niederlande | Tschechien | 6:3 (4:2) | Link         |

Spiel um Platz 3
| Team 1  | Team 2     | Ergebnis  | Spielbericht |
| ------- | ---------- | --------- | ------------ |
| Belarus | Tschechien | 5:3 (2:1) | Link         |

Endspiel
| Team 1      | Team 2      | Ergebnis            | Spielbericht |
| ----------- | ----------- | ------------------- | ------------ |
| Deutschland | Niederlande | 1:1 (0:0), 2:1 i.S. | Link         |